# ロマン・ドンブロフスキ
ロマン・ドンブロフスキ（Roman Dąbrowski 、1972年3月14日 - ）は、ポーランド・グウホワズィ出身の元サッカー選手。現役時代のポジションは、フォワード、ミッドフィールダー（ウイング）。

## タイトル
コジャエリスポル
- トルコ・カップ: 1996-97, 2001-02

ベシクタシュJK
- スュペル・リグ: 2002-03